# Tehsil
Tehsil (alternative stavemåder og varianter tahasil, tahsil, taluk, taluka, taluq, mandal) er en administrativenhed, der anvendes i Pakistan og Indien. Området består typisk af et administrativcenter, muligvis nogle ekstra byer og de omkringliggende byområder. Afgørelser vedrørende områdets administration, såsom finansielle og politiske beslutninger på lokalt plan, administreres fra områdets største by. En Tehsil er et niveau lavere end distriktet i det indiske administrative hierarki. Men der er ingen oversættelse af Tehsil, og dette udtryk anvendes også på engelsk.